# دیفوتین
دیفوتین (به انگلیسی: Diffutin) با فرمول شیمیایی C23H28O10 یک ترکیب شیمیایی است. که جرم مولی آن ۴۶۴٫۴۶ گرم بر مول می‌باشد. 